# Noyelles-lès-Seclin
Noyelles-lès-Seclin – miejscowość i gmina we Francji, w regionie Hauts-de-France, w departamencie Nord.
Według danych na rok 1990 gminę zamieszkiwało 1011 osób, a gęstość zaludnienia wynosiła 425 osób/km² (wśród 1549 gmin regionu Nord-Pas-de-Calais Noyelles-lès-Seclin plasuje się na 559. miejscu pod względem liczby ludności, natomiast pod względem powierzchni na miejscu 884.).